# جوليا بيك
جوليا بيك (بالسويدية: Julia Beck)‏‏ (20 ديسمبر 1853 في ستوكهولم - 21 سبتمبر 1935 ) رسامة من السويد.

## التعليم
تعلمت جوليا بيك في:
- الأكاديمية الملكية السويدية للفنون (1872–1878)
- أكاديمية جوليان
- كلية كونستفاك [الإنجليزية]‏

## الجوائز
حصلت جوليا بيك على الجوائز الآتية:
- وسام جوقة الشرف من رتبة فارس